# 阿兰·莫斯科尼
阿兰·莫斯科尼（法語：Alain Mosconi，1949年9月9日—），法国男子游泳运动员。他曾代表法国参加1968年和1972年夏季奥林匹克运动会游泳比赛，其中1968年奥运会获得一枚铜牌。